# Een keukenmeidenroman
Een keukenmeidenroman (Oorspronkelijke titel: The Help) is de eerste roman van de Amerikaanse schrijfster Kathryn Stockett. Het boek is in 2009 in Amerika gepubliceerd door de imprint Amy Einhorn van Putnam and Sons, een onderdeel van Penguin. In januari 2010 verscheen de Nederlandse vertaling bij Mistral uitgevers. De vertaling is van de hand van Ineke van Bronswijk. Inmiddels is de zevende druk in juli 2010 op de markt gekomen.
Het boek is in 2011 door Dreamworks Studios verfilmd als The Help.

## Verhaallijn
Het is 1962 en de 23-jarige Eugenia, door iedereen Skeeter genoemd, besluit een carrière als schrijfster na te jagen. Naar een onderwerp hoeft ze niet ver te zoeken, als op een dag haar vriendin Hilly vertelt over haar missie in alle huizen van blanke gezinnen een apart toilet te installeren voor de zwarte hulp. Hoe meer Hilly gebrand is op deze vorm van segregatie, hoe meer Skeeter twijfelt aan de 'gewone' manier van doen. Ze begint de verhalen te verzamelen van zwarte vrouwen die als hulp in de huishouding werken.
De eerste die haar verhaal aan Skeeter durft te vertellen is Aibileen. Ze heeft als hulp al zeventien blanke kinderen opgevoed, maar als haar eigen zoon Treelore verongelukt op zijn werk, kijken de blanke bazen de andere kant uit. Aibileen haalt ook haar vriendin Minny over om Skeeter in vertrouwen te nemen. Minny is al vaker ontslagen dan ze kan tellen, omdat ze haar werkgevers altijd van repliek dient.
Het boek dat de drie vrouwen schrijven wordt een ontroerend relaas, met schokkende maar ook warme verhalen, met scherpte, humor en hoop. Hoop voor de zwarte gemeenschap, maar ook hoop voor Skeeter, Aibileen en Minny dat hun dromen niet zo onbereikbaar zijn als ze vreesden.